# Renzo Reggiardo
Renzo Andrés Reggiardo Barreto (Lima, 1 de julio de 1972) es un abogado, empresario y político peruano. Ejerce como teniente alcalde de la Municipalidad de Lima desde el 1 de enero del 2023 y fue congresista de la república durante 2 periodos. También presidió el Club Centro Deportivo Municipal desde 2018 hasta 2020.

## Biografía
Nació en Lima el 1 de julio del año 1972. Es hijo del líder y excongresista fujimorista, Andrés Reggiardo.
Ejerció estudios de Derecho en la Universidad de San Martín de Porres.
Un hecho que suscitó la atención pública y mediática, fue el ataque delincuencial que sufrieron su esposa e hija, cuando salían de su despacho congresal el 4 de agosto del 2011. Luego de los sucesos fue elegido presidente de la nueva comisión especial de Seguridad Ciudadana del Congreso.
También es el conductor del programa Alto al Crimen, transmitido actualmente en Willax Televisión.

## Carrera política

### Congresista de la República
Renzo Reggiardo se inició en la política como candidato al Congreso de la República por Alianza por el Futuro, invitado por Martha Chávez, para las elecciones parlamentarias de 2006 donde llegó a resultar elegido para el periodo parlamentario 2006-2011 con 29,178 votos.
En el parlamento ejerció como presidente de la Liga Parlamentaria de Amistad Peruana - Italiana y secretario de la Comisión de Fiscalización. Decidió renunciar a la bancada fujimorista por motivos de discrepancia y pasó a ser independiente.
Para las elecciones parlamentarias de 2011, decidió no apoyar la candidatura de Keiko Fujimori. De esta manera, Cambio 90 y Siempre Unidos fueron los únicos partidos fujimoristas en apoyar a otro candidato. Reggiardo decidió unirse a la campaña de Luis Castañeda Lossio y se presentó como candidato a la reelección por la Alianza Solidaridad Nacional, logrando ser reelegido para el periodo 2011-2016.
En agosto de 2011, tras el apoyo de Solidaridad Nacional a la lista de la Mesa Directiva encabezada por Daniel Abugattás, Reggiardo anunció su renuncia a la bancada para luego adherirse a la recién creada Concertación Parlamentaria, conformada además, por los cuatro congresistas apristas y por Carlos Bruce quien abandonó Perú Posible, hecho por el que sus enemigos políticos le tildaron de tránsfuga.
En ejercicio de sus funciones como presidente de la comisión de Seguridad Ciudadana, promovió la llamada "Ley del Desarme" (basada en proyectos presentados y sustentados por otras organizaciones).
Al culminar su gestión parlamentaria, anunció su candidatura presidencial en las elecciones del 2016 por su partido Perú Patria Segura (partido antes llamado Cambio 90). Su plancha presidencial estuvo conformada por Milushka Carrasco y Carlos Vicente Marca.
En su campaña firmó alianza con el Movimiento OBRAS de Ricardo Belmont, sin embargo, Reggiardo decidió anunciar su retiro de las elecciones debido a varios cuestionamientos de una campaña “contaminada”, “sucia” y “plagada de irregularidades”. Para la segunda vuelta de dichas elecciones, Reggiardo anunció su apoyo al candidato de Peruanos Por el Kambio Pedro Pablo Kuczynski.
Fue candidato a la alcaldía de la Municipalidad de Lima en las elecciones del 2018, en la que consiguió el tercer puesto.
Ese mismo año, el 17 de diciembre fue elegido presidente del Club Deportivo Municipal.

### Regidor de Lima
Para las elecciones municipales del 2022, regresó a la política como candidato a teniente alcalde de Rafael López Aliaga con quien habría firmado una alianza con el partido Renovación Popular Perú Patria Segura y Perú Nación. Reggiardo logró tener éxito al ser elegido para el periodo municipal 2023-2026.